# Манасозень
Манасозень (кум. Манас-озен) — река, протекающая по территории Буйнакского и Карабудахкентского районов Республики Дагестан. Длина реки — 17 км. Площадь водосборного бассейна — 1480 км².

## География
Начинается в районе села Карабудахкент при слиянии рек Губденозень и Параулозень на высоте 167,8 м над уровнем моря. Течёт на восток через пгт Манас, вливаясь в западную часть Каспийского моря на высоте −28,1 м.

## Геология
На равнинном участке течения река врезается в хазарские и хвалынские террасы, образуя пойму и террасу высотой +6-7 метров. В местах прорезания устойчивых пород имеются V-образные врезы, глубина которых достигает 6-8 метров. Также вдоль обоих берегов вплоть до срезания хвалынских морских террас голоценовым клифом имеется терраса высотой около +12-15 метрови шириной более 400 м, сложенная толщами галечников мощностью более 20 метров.

## Гидрология
Вода жесткая, с большим количеством сульфатов. Минерализация воды — в пределах от 700 до 1300 мг/л. Процент насыщения воды кислородом — 85.
В створе села Карабудахкент содержание органических веществ соответствует предельно допустимой концентрации. Содержание сульфатов превышают норму в 3,2 раза. Концентрация марганца (2+), магния и железа превышает ПДК в 10,5, 1,1 и 3,8 раза соответственно. Минерализация и жесткость составляют 776 мг/л и 10,0 мг-экв/л. Концентрация СПАВ превышает ПДК в 2,5 раза.
Среднее содержание нефтепродуктов не превышает ПДК. В устье содержание органических веществ и нитритов превышает ПДК в 1,1 раза. Сульфаты превышают норму в 4,8 раза. Концентрация марганца (2+) и магния превышает ПДК в 9,4 и 1,9 раза соответственно. Минерализация и жесткость составляют 974 мг/л и 13,9 мг-экв/л. Содержание СПАВ превышает ПДК в 1,98 раз.

## Водохозяйственное значение
Манасозень впадает в часть Каспийского моря, являющуюся местом сосредоточения естественного воспроизводства рыб

## Флора и фауна
Манасозень является домом для ряда краснокнижных видов животных, например, каспийской черепахи.

#### Рыбы
В русле реки нерестится терский усач, довольно обычен каспийский пескарь, шемая, встречаются серебряный карась, трёхиглая колюшка, дагестанская быстрянка, занесён вид амурский чебачок.

#### Фитопланктон
В реке Манасозень был обнаружен один вид диатомовых водорослей — Navicula sp. Средняя численность фитопланктона достигала 43,75 тыс. экз./м³, а биомасса — 0,08 г/м³.

#### Зоопланктон
Представлен 3 видами: веслоногие ракообразные — 2 вида, включая Eucyclops serrulatus, коловратки — 1 вид: Epiphanes sp. Их среднегодовая численность составляет 1,6 тыс. экз./м³ при биомассе 58,35 мг/м³.

#### Бентос
Было обнаружено 14 видов бентосных организмов: поденки — 6 видов: Cloeoptilum pennulatum, Nigrobaetis niger, Centroptilum luteolum, Caenis moesta, Caenis macrura, Caenis chalterata, ручейники — 3 вида: Hydropsyche angustipennis, Hydropsyche ornatula, Hydropsyche pellucidula, ракообразные — 1 вид: Pontogammarus robustoides, моллюски — 2 вида: Ampullaceana lagotis, Oxyloma sp., стрекозы — 6 видов: Orthetrum cancellatum, Erytromma najas, Calopteryx splendens intermedia, Anax parthenope, Orthetrum brunneum, Platycnemis dealbata, веснянка Perla abdominalis и комары-звонцы. Биомасса их составляла 1,0 г/м² при численности 110 экз./м². Дрифт реки 2011 г. был представлен личинками насекомых и достигал биомассы 100 мг/м.

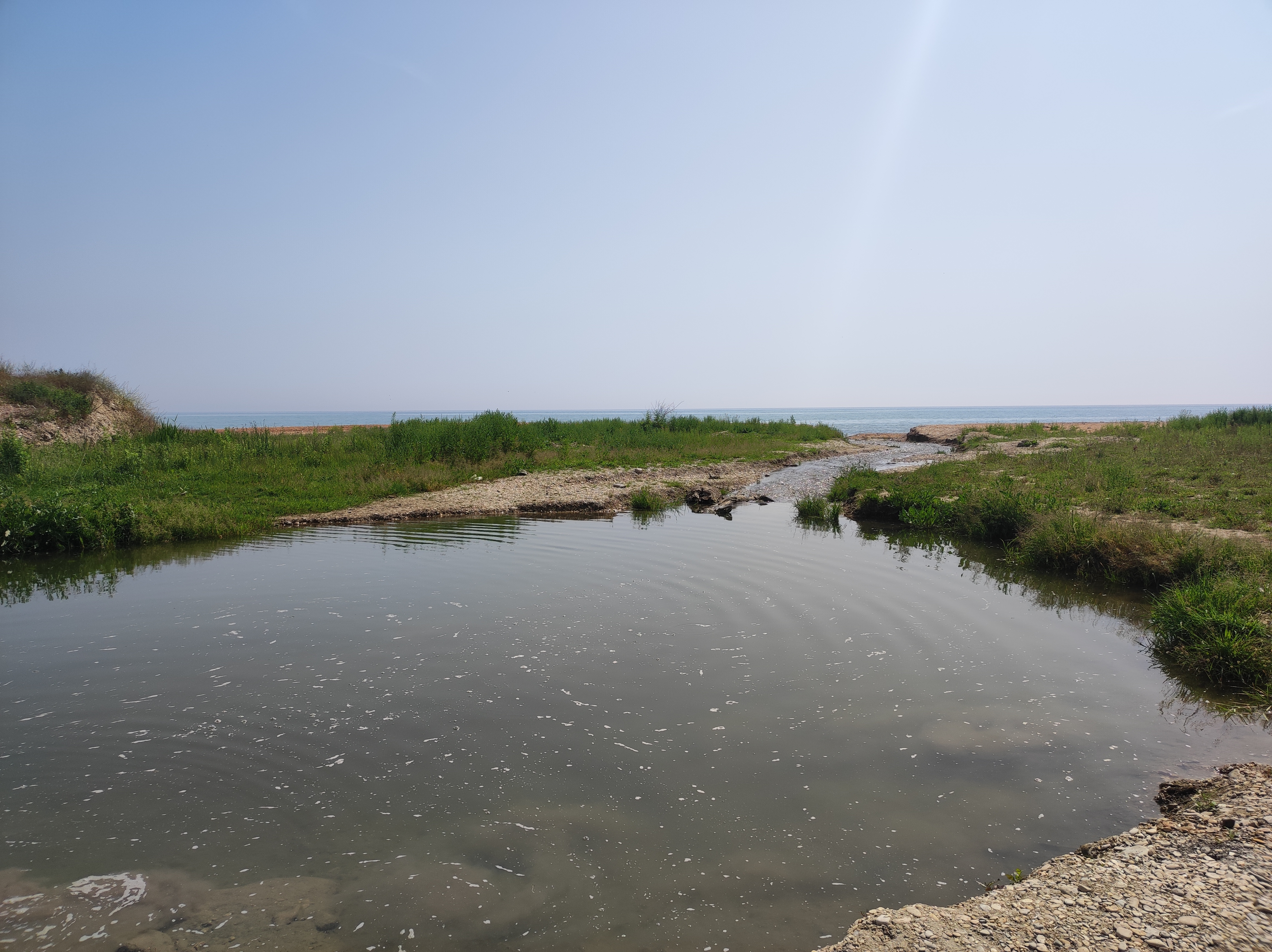
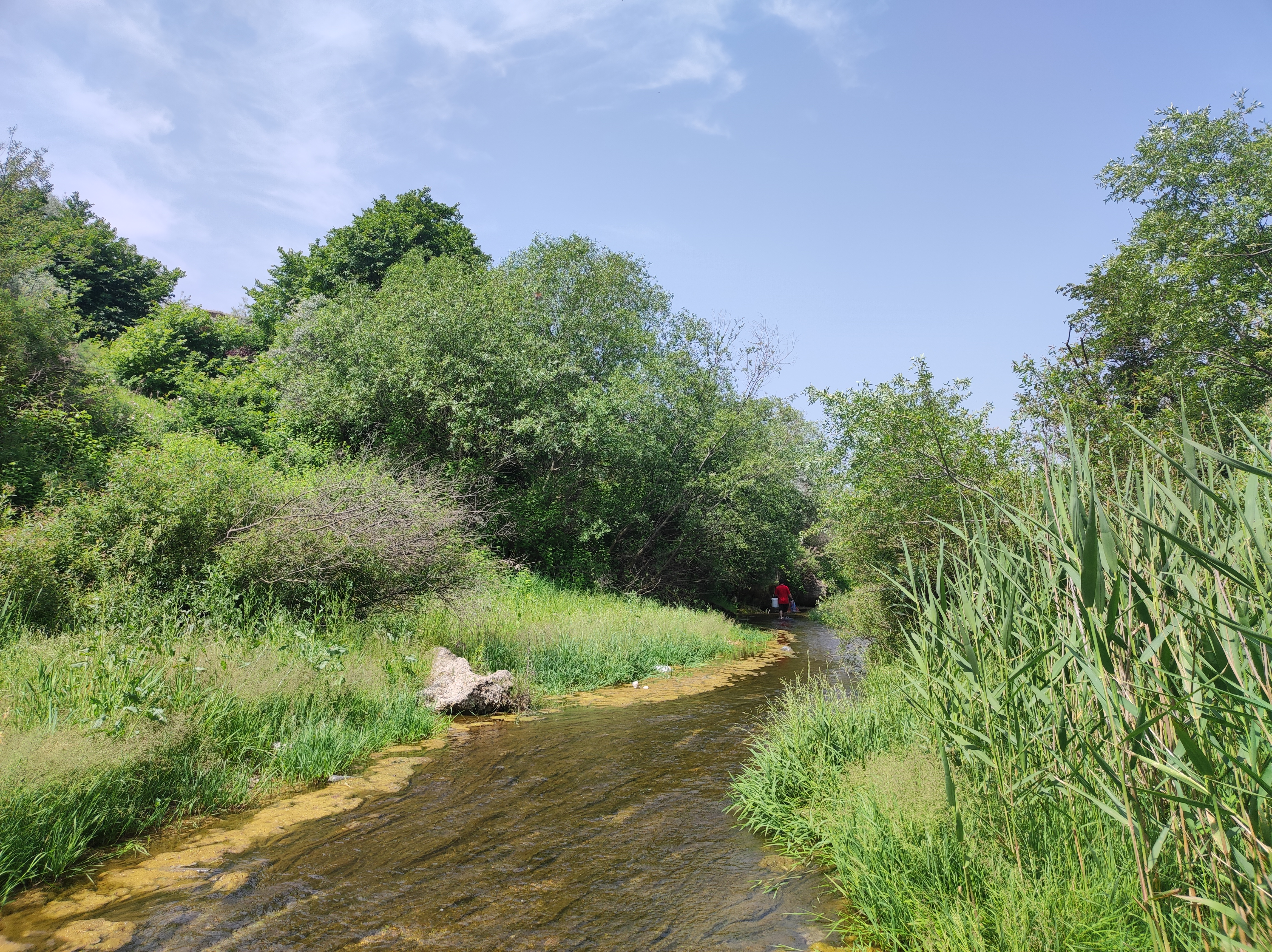
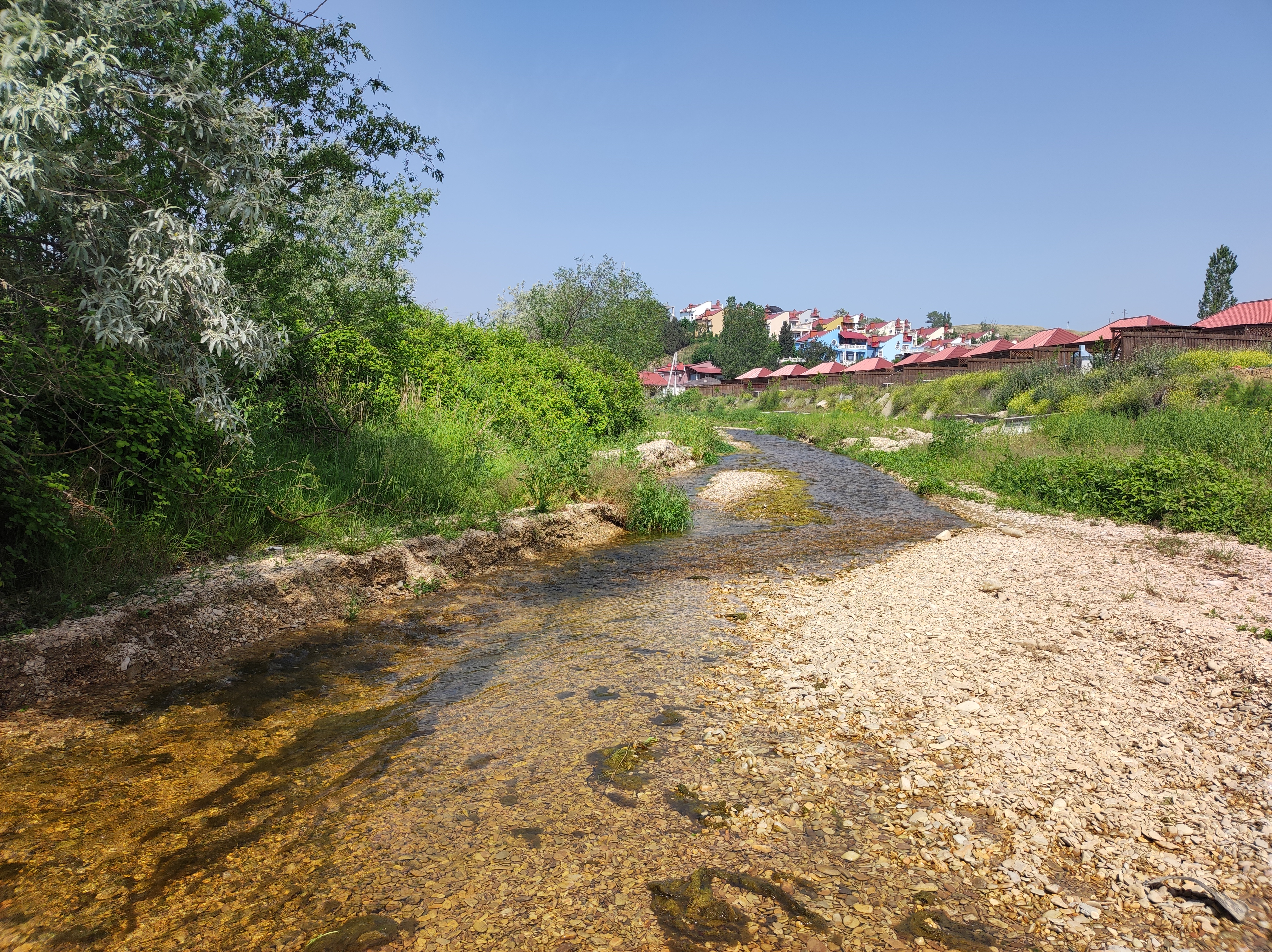
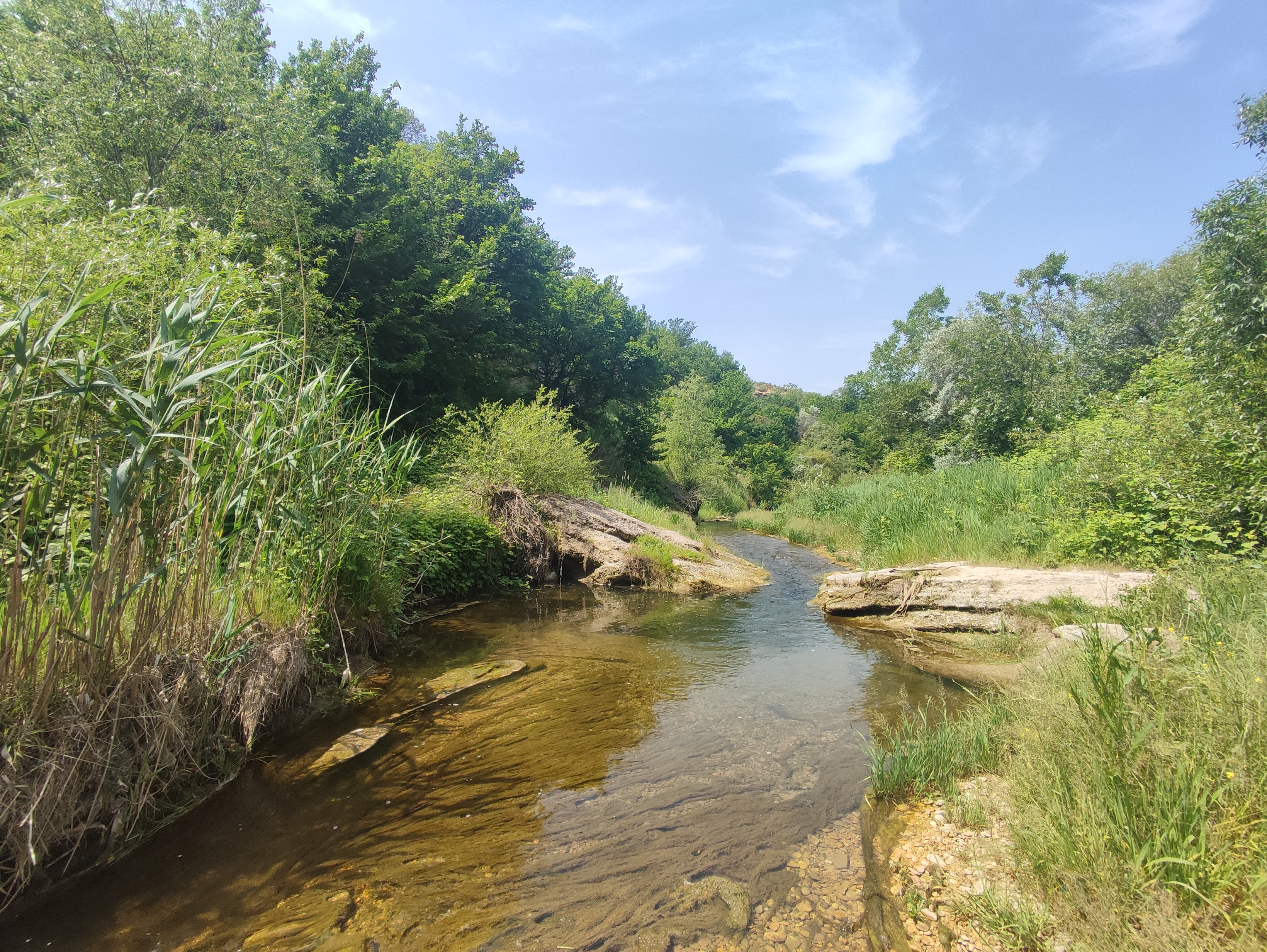
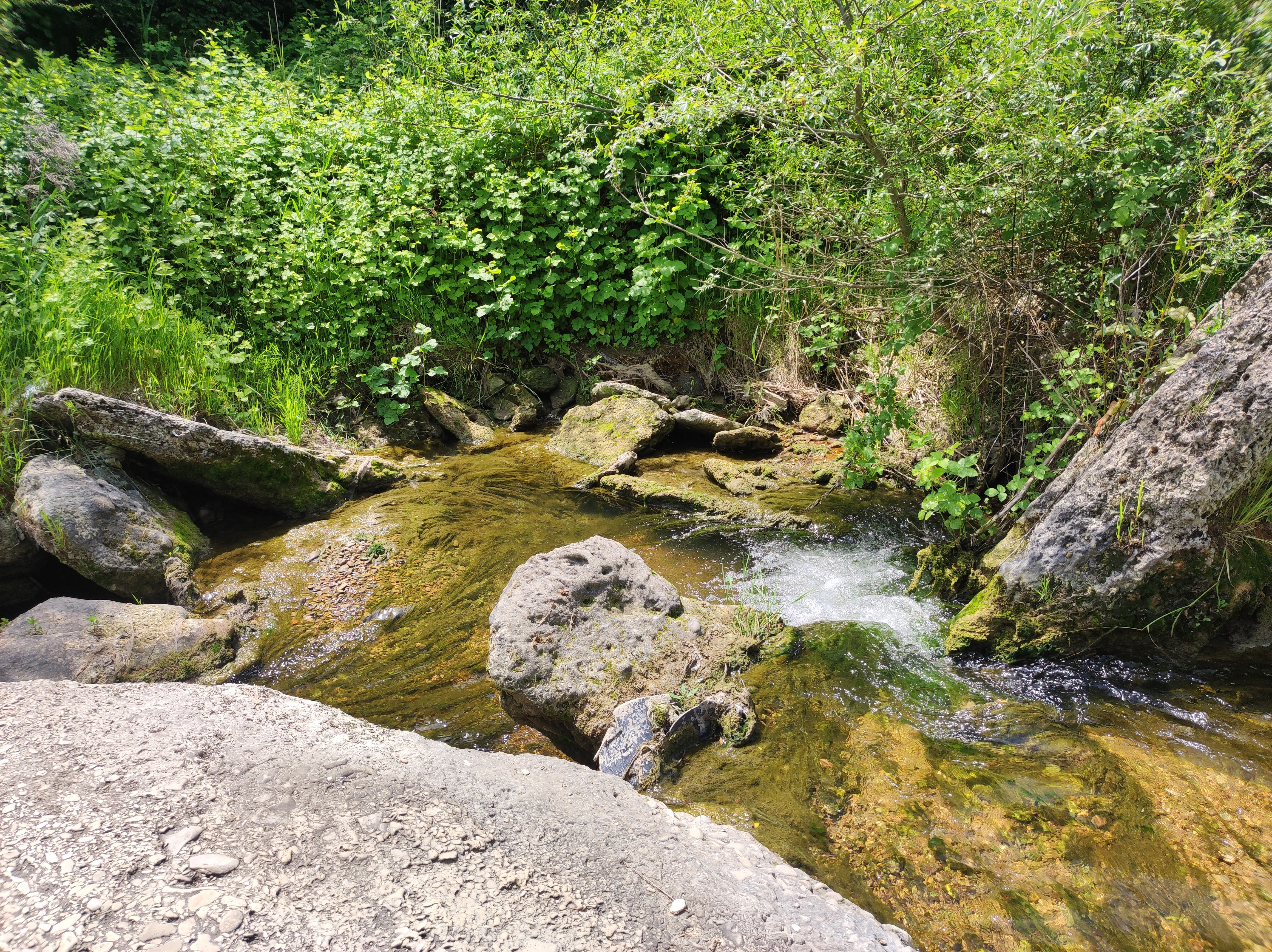
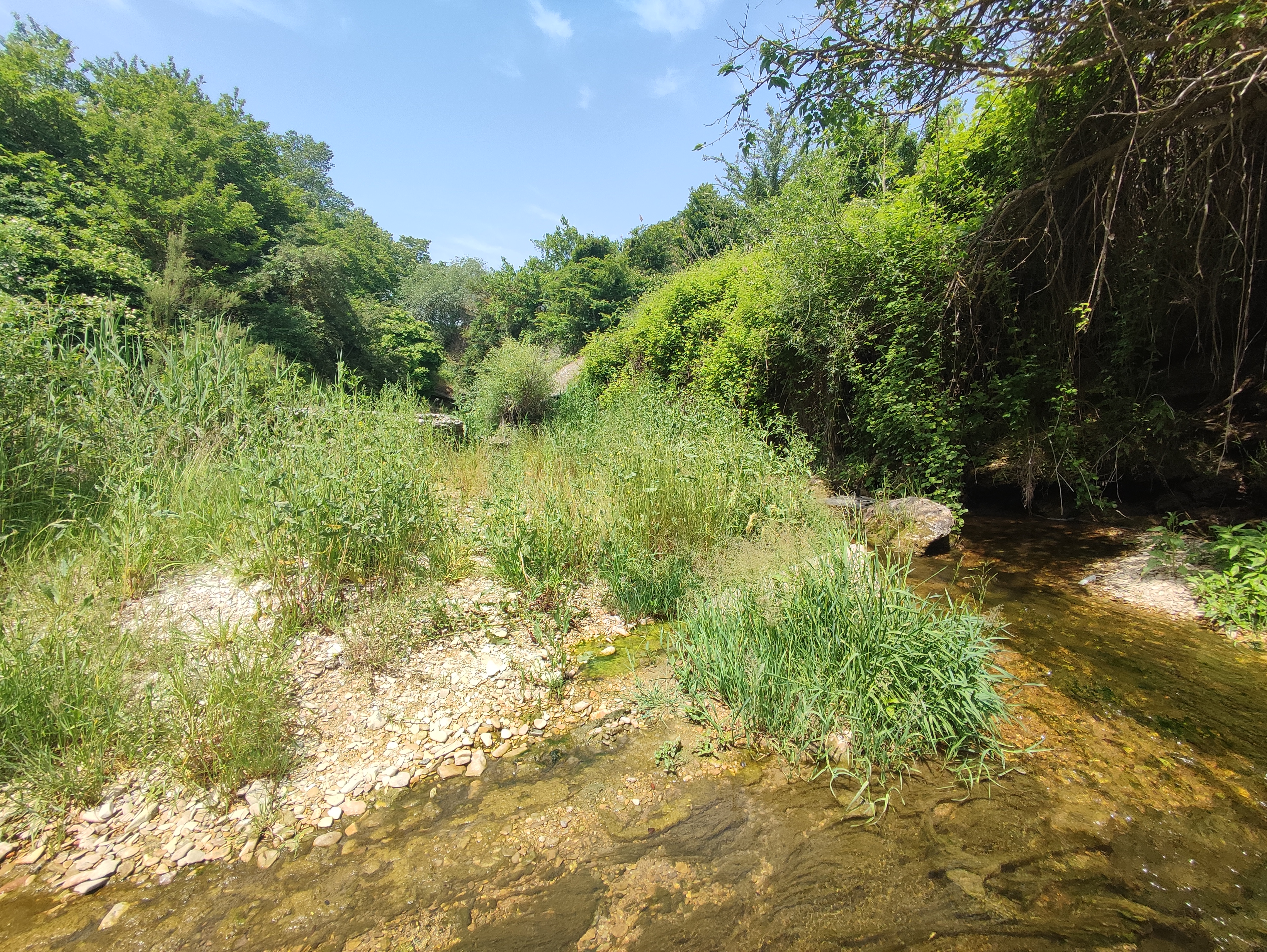
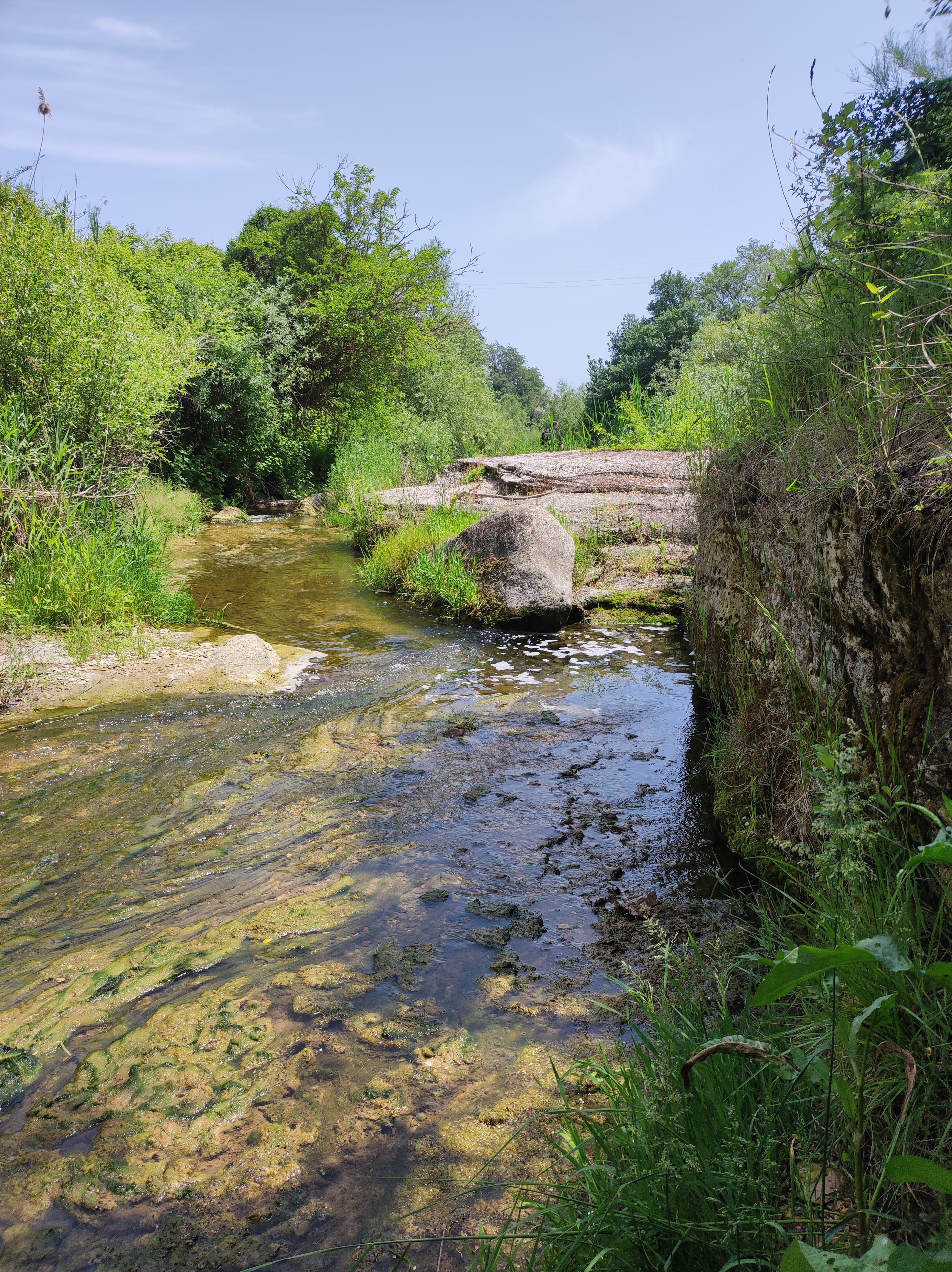
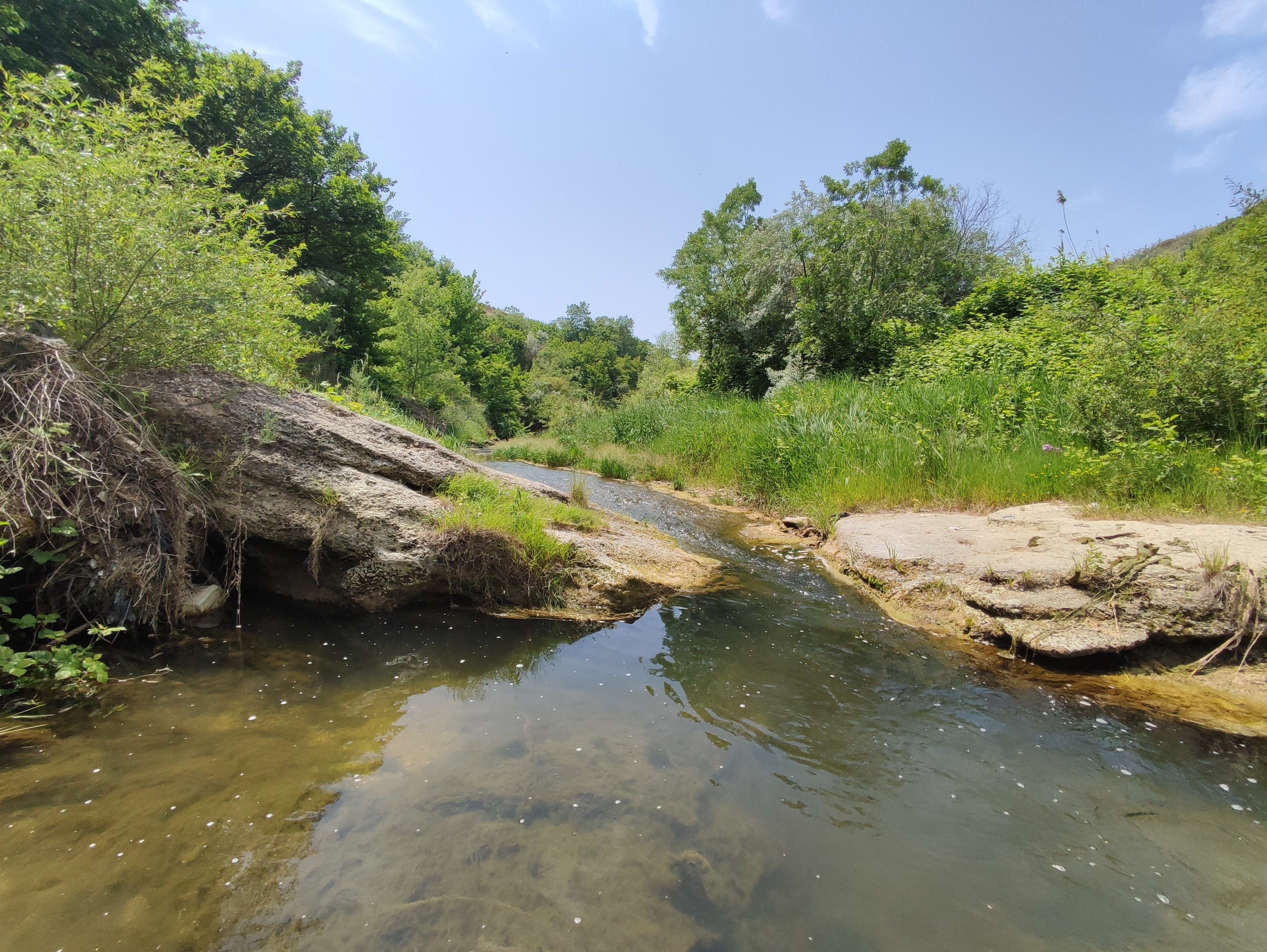

## Данные водного реестра
По данным государственного водного реестра России относится к Западно-Каспийскому бассейновому округу, водохозяйственный участок реки простирается от границы бассейна реки Сулак до границы бассейна реки Самур. Речной бассейн реки — Терек.
Код объекта в государственном водном реестре — 07030000312109300001624.